# Onthophagus lahorensis
Onthophagus lahorensis är en skalbaggsart som beskrevs av Kabakov 2008. Onthophagus lahorensis ingår i släktet Onthophagus och familjen bladhorningar. Inga underarter finns listade i Catalogue of Life.